# Gembongan (Ponggok)
Gembongan is een bestuurslaag in het regentschap Blitar van de provincie Oost-Java, Indonesië. Gembongan telt 10.544 inwoners (volkstelling 2010).